# Abdou Lahat Thioune
Abdou Lahat Thioune (9 november 1999) is een Senegalees basketballer.

## Carrière
Thioune speelde collegebasketbal voor de Utah Utes van 2018 tot 2022. Hij speelde daarna nog een jaar voor de UCF Knights en een seizoen voor de South Dakota Coyotes. In de NBA draft van 2024 werd hij niet gekozen. Hij tekende zijn eerste profcontract bij de Belgische eersteklasser Union Mons-Hainaut.